# Paranephelius ovatus
Paranephelius ovatus là một loài thực vật có hoa trong họ Cúc. Loài này được A.Gray ex Wedd. mô tả khoa học đầu tiên năm 1855.